# Meč Kahlessův
Meč Kahlessův (v anglickém originále The Sword of Kahless) je v pořadí devátá epizoda čtvrté sezóny seriálu Star Trek: Stanice Deep Space Nine.

## Příběh
Na stanici Deep Space Nine dorazil Kor, legendární klingonský válečník, který svými historkami baví návštěvníky Quarkova baru. Dax ho seznámí s Worfem a při té příležitosti Kor prohlásí, že ví, kde se nachází ztracený Kahlessův meč. Tento bat'leth ukradli před tisíci roky Hur'qové (klingonsky cizinci), ale Kor má sukno, na kterém je obtisknut profil meče. Sukno dostal od vulkánské geologické expedice, která na nepojmenované planetě v Gamma kvadrantu těžila bakrinium. Popíjení krvavého vína s Worfem se protáhne, a když se pak Kor potácí do své kajuty, je omráčen neznámým cizincem, který mu přečte myšlenky.
Jadzia potvrdí pravost sukna a celá trojice runaboutem Rio Grande odletí do Gamma kvadrantu. Na cílové planetě je pod povrchem celá řada chodeb dlouhých několik kilometrů, ale Vulkánci byli při průzkumu pečliví a přesně označili místo, kde sukno našli. Po vyřazení silového pole trojici čeká velké zklamání, protože místnost je vykradená. Worf však objeví druhý úkryt maskovaný holografickým polem. Dax oklame senzor tak, aby je považoval za hur'qy a projde holografickou stěnou. Za ní se opravdu nachází legendární Kahlessův meč. Při odchodu jsou však zastaveni několika neznámými Klingony a tajemným cizincem. Vede je Toral z rodu Durasů, který v hospodě na planetě Torna IV vyslechl opilého Kora a jeho plán na získání meče. Teď chce bat'leth pro sebe, aby mohl Klingonské řiši vládnout sám. Worf mohl kdysi Torala zabít, ale neudělal to a teď toho lituje. Při předávání meče ústřední trojice vyvolá bitku, kterou sice vyhrají, ale Worf je zraněn. Transport na runabout ruší Klingoni, takže nezbývá nic jiného, než se vydat podzemními chodbami na povrch.
Cesta podzemím je dlouhá, a mezi Worfem a Korem dochází k rozporům. Kor viní Worfa, že nezabil Torala když měl příležitost, a ten zase Kora, že v opilosti prozradil účel své výpravy. Dalším bodem sváru se stanu osud Kahlessova meče: Worf ho chce předat císaři, který poté sjednotí Klingony a nastane další zlatá éra říše. Kor má císaře za loutku v rukou kancléře Gowrona a chce meč předat někomu slavnějšímu, nejlépe sobě. Kor odejde ulovit něco k jídlu. Worf se Dax mezitím svěří, že na planetě Qo'noS, když byl na návštěvě u příbuzných, utekl do hor. Tam se mu v jeskyních zjevil duch Kahlesse a řekl mu, že udělá něco výjimečného. Tím něčím je podle Worfa vedení jeho lidu za přispění Kahlessova meče. Při překonávání úzké římsy podjede Korovi noha a Worf ho na poslední chvíli zachytí. Kor se drží bat'lethu a Worf mu navrhne, aby se pustil a dopadl na další římsu metr pod ním, ale starý válečník vyslechl Worfovo předchozí vyznání a teď mu nevěří. Worf s pomocí Jadzie Kora nakonec vytáhne, jenže poté dojde mezi oběma Klingony k ostré slovní výměně, která skončí tasenými zbraněmi. Meč si vyžádá Dax, ale to stejně nepřátelství mezi Klingony neuhasí. Kor a Worf si definitivně chtějí vyřídit účty pomocí zbraní, když v tom je napadne Toral se svými muži. K jejich likvidaci se oba spojí, ale pak se do sebe znovu pustí. Dax nezbude nic jiného, než je oba omráčit phaserem. Torala pak přinutí vypnout rušící pole.
Při cestě zpátky na stanici tak Worf i Kor dojdou ke stejnému závěru: říše není připravena na meč, jen by ji dále rozštěpila, jako se stalo jim dvěma. Na náhodném místě ve vesmíru ho transportují ven z lodě, aby ho v budoucnu našel ten, kdo si ho zaslouží.